# ジャン・ファントッツィ
ジャン・ファントッツィ（Jean Fantozzi）はニューカレドニアの男子陸上競技選手。専門は短距離走、三段跳。
1983年にアピアで開催されたサウスパシフィックゲームズに出場し、三段跳びで金メダルを獲得した。その次大会の1987年のヌメア大会では三段跳び2連覇とともに、100mでも優勝を果たしている。